# Eleição para governador do Alabama em 2010
A eleição para governador do estado americano do Alabama em 2010 aconteceu no dia 2 de novembro de 2010. O Governador republicano Bob Riley é ineligível pois foi reeleito em 2006.
O candidato do partido republicano é Robert Bentley, que derrotou no 2º turno Bradley Byrne, com 56,1% dos votos.
O candidato do partido democrata é Ron Sparks, que surpreendeu as pesquisas que afirmava que o congresista Artur Davis seria o escolhido, mas Ron Sparks venceu com 62,4% dos votos.
O Partido Libertário e o Partido Verde não apresentaram nenhum candidato.

## Primária Republicana

### Candidatos
- Dr. Robert J. Bentley, representante estadual de Tuscaloosa
- Bradley Byrne, diretor de faculdade[1]
- Tim James, empresário e filho do governador Fob James[2]
- Bill Johnson, ex-secretário de desenvolvemento do estado[3]
- Roy Moore, ex-chefe do supremo de justiça do estado[4]
- James Potts
- Charles Taylor

### Endossamentos
Robert J. Bentley
- Mike Huckabee

Bradley Byrne
- Jeb Bush[5]
- Jack Edwards[6]
- Jimmy Rane[7]
- Conservative blogger Brian LeCompte
- State Senator Ben Brooks
- Representantes estaduais: Mike Ball, Phil Williams, Jamie Ison, Chad Fincher, Victor Gaston e Jim Barton
- John Williams e Connie Hudson[8]
- Alabama Retail Association[9]
- Alabama Home Builders Association[10]
- Alabama Association of Realtors[11]
- Associated Builders and Contractors of Alabama[12]
- Right on Huntsville[13]

Tim James
- Alabama Republican Assembly[14]
- Robert Aderholt[15]

Roy Moore
- Bobby Allison[16]

### Pesquisas
| Fonte                         | Data                     | Robert J. Bentley | Bradley Byrne | Kay Ivey | Tim James | Bill Johnson | Roy Moore | Indecididos |
| ----------------------------- | ------------------------ | ----------------- | ------------- | -------- | --------- | ------------ | --------- | ----------- |
| Research 2000                 | 17-19 de maio de 2010    | 9%                | 29%           | --       | 17%       | 3%           | 23%       | 17%         |
| Public Strategy Associates    | 10-11 de maio de 2010    | 12%               | 24%           | n/a      | 23%       | 2%           | 18%       | 21%         |
| Ayres, McHenry and Associates | 3-4 de maio de 2010      | 7%                | 20%           | n/a      | 26%       | n/a          | 21%       | 26%         |
| Public Policy Polling         | 27-29 de março de 2010   | 10%               | 27%           | 10%      | 9%        | 1%           | 23%       | 20%         |
| Public Strategy Associates    | 3-4 de fevereiro de 2010 | 4%                | 20%           | 3%       | 8%        | 2%           | 17%       | 46%         |

### Resultados
| Primária Republicana | Primária Republicana | Primária Republicana | Primária Republicana | Primária Republicana | Primária Republicana | Primária Republicana |
| Partido              | Partido              | Candidato            | Votos                | %                    |                      |                      |
| -------------------- | -------------------- | -------------------- | -------------------- | -------------------- | -------------------- | -------------------- |
|                      | Republicano          | Bradley Byrne        | 137.349              | 27,9%                |                      |                      |
|                      | Republicano          | Robert J. Bentley    | 123.870              | 25,2%                |                      |                      |
|                      | Republicano          | Tim James            | 123.662              | 25,1%                |                      |                      |
|                      | Republicano          | Roy Moore            | 95.077               | 19,3%                |                      |                      |
|                      | Republicano          | Bill Johnson         | 8.350                | 1,7%                 |                      |                      |
|                      | Republicano          | Charles Taylor       | 2.622                | 0,5%                 |                      |                      |
|                      | Republicano          | James Potts          | 1.549                | 0,3%                 |                      |                      |
|                      |                      | Total                | Total                | 492.480              | 492.480              |                      |

| Primária Republicana | Primária Republicana | Primária Republicana | Primária Republicana | Primária Republicana | Primária Republicana | Primária Republicana |
| Partido              | Partido              | Candidato            | Votos                | %                    |                      |                      |
| -------------------- | -------------------- | -------------------- | -------------------- | -------------------- | -------------------- | -------------------- |
|                      | Republicano          | Robert J.Bentley     | 260.887              | 56,1%                |                      |                      |
|                      | Republicano          | Bradley Byrne        | 204.394              | 43,9%                |                      |                      |
|                      |                      | Total                | Total                | 465.281              | 465.281              |                      |

## Primária Democrata

### Candidatos
- Ron Sparks, comissário de agricultura e indústrias do estado[19]
- Artur Davis, representante dos Estados Unidos[20]

### Pesquisas
| Fonte                 | Data                   | Artur Davis | Ron Sparks | Sam Franklin | Indecididos |
| --------------------- | ---------------------- | ----------- | ---------- | ------------ | ----------- |
| Research 2000         | 17-19 de maio de 2010  | 41%         | 33%        | --           | 11%         |
| Public Policy Polling | 27-29 de março de 2010 | 38%         | 28%        | 9%           | 25%         |

### Resultados
| Primária Democrata | Primária Democrata | Primária Democrata | Primária Democrata | Primária Democrata | Primária Democrata | Primária Democrata |
| Partido            | Partido            | Candidato          | Votos              | %                  |                    |                    |
| ------------------ | ------------------ | ------------------ | ------------------ | ------------------ | ------------------ | ------------------ |
|                    | Democrata          | Ron Sparks         | 199.558            | 62,4%              |                    |                    |
|                    | Democrata          | Artur Davis        | 120.050            | 37,6%              |                    |                    |
|                    |                    | Total              | Total              | 319.608            | 319.608            |                    |

## Eleição Geral

### Pesquisas
| Fonte             | Data                   | Robert Bentley (R) | Ron Sparks (D) |
| ----------------- | ---------------------- | ------------------ | -------------- |
| Rasmussen Reports | 21 de setembro de 2010 | 55%                | 35%            |
| Rasmussen Reports | 19 de agosto de 2010   | 58%                | 34%            |
| Rasmussen Reports | 22 de julho de 2010    | 55%                | 35%            |
| Rasmussen Reports | 3 de junho de 2010     | 56%                | 37%            |
| Rasmussen Reports | 25 de maio de 2010     | 44%                | 31%            |

### Resultados
| Eleição Geral | Eleição Geral | Eleição Geral  | Eleição Geral | Eleição Geral | Eleição Geral | Eleição Geral |
| Partido       | Partido       | Candidato      | Votos         | %             |               |               |
| ------------- | ------------- | -------------- | ------------- | ------------- | ------------- | ------------- |
|               | Republicano   | Robert Bentley | 860.472       | 57,9%         |               |               |
|               | Democrata     | Ron Sparks     | 625.710       | 42,1%         |               |               |
|               |               | Total          | Total         | 1.486.182     | 1.486.182     |               |